# Patricia Elsener
Patricia Anne Elsener, detta Patsy (Oakland, 22 ottobre 1929 – 29 settembre 2019), è stata una tuffatrice statunitense.

## Palmarès

### Olimpiadi
- Argento a Londra 1948 nella piattaforma.
- Bronzo a Londra 1948 nel trampolino.